# Cafundá Astrogilda
Cafundá Astrogilda é um quilombo urbano situado em Vargem Grande, no Rio de Janeiro.

## Histórico
O quilombo ocupa uma área do Parque Estadual da Pedra Branca, criado em 1974. Desde a criação do parque, os ocupantes tradicionais sofriam com a imposição de obstáculos para a realização das suas atividades, além da incerteza jurídica sobre suas residências. Somente em 2009 um conselho consultivo, incluindo moradores da região e instituições, iniciou a elaboração de um plano de manejo, que foi publicado em 2012. 
Em março de 2013, numa reunião no  Alto Mucuíba, moradores do Cafundá Astrogilda declararam suas relações de parentesco e vizinhança e sua descendência de antigos escravos. No ano seguinte, a ONG Panela de Barro ajudou na articulação da comunidade para obter o reconhecimento do local como quilombo. O vínculo com a ancestralidade africana foi reforçado pela figura de Pai Tertuliano, entidade cultuada pelos antigos escravos das fazendas da região, e guia espiritual de um terreiro de umbanda que funcionara ali entre 1934 e 1962, com a matriarca Astrogilda escolhida como referência para o nome.
Em 16 de agosto de 2014, a comunidade recebeu a certificação de quilombo.

## Características
A principal atividade econômica no quilombo é a agricultura familiar. Os moradores também produzem licores e bebidas de infusão, incluindo o parangolé, afrodisíaco criado pelo griô Jorge dos Santos Mesquita.

## Museu
O Museu Cafundá Astrogilda reúne peças de culto pertencentes ao antigo terreiro de umbanda.